# Rondonanthus roraimae
Rondonanthus roraimae är en gräsväxtart som först beskrevs av Daniel Oliver, och fick sitt nu gällande namn av Theodor Carl Karl Julius Herzog. Rondonanthus roraimae ingår i släktet Rondonanthus och familjen Eriocaulaceae. Inga underarter finns listade i Catalogue of Life.